# Сологинский сельсовет
Сологинский сельсовет — упразднённая административно-территориальная единица, существовавшая на территории Московской губернии и Московской области до 1939 года.
Сологинский сельсовет был образован в первые годы советской власти. По данным 1921 года он входил в состав Ошейкинской волости Волоколамского уезда Московской губернии.
В 1924 году к Сологинскому с/с был присоединён Узоровский с/с, но уже в 1926 он был выделен обратно.
По данным 1926 года в состав сельсовета входили 3 населённых пункта — Сологино-Сучк., Сологино-Чек. и Сологино-Шил., а также 1 хутор.
В 1929 году Сологинский с/с был отнесён к Лотошинскому району Московского округа Московской области.
17 июля 1939 года Сологинский с/с был упразднён, а его территория (селения Сологино и Шилово) передана в Узоровский сельсовет.